# Арктичний басейн

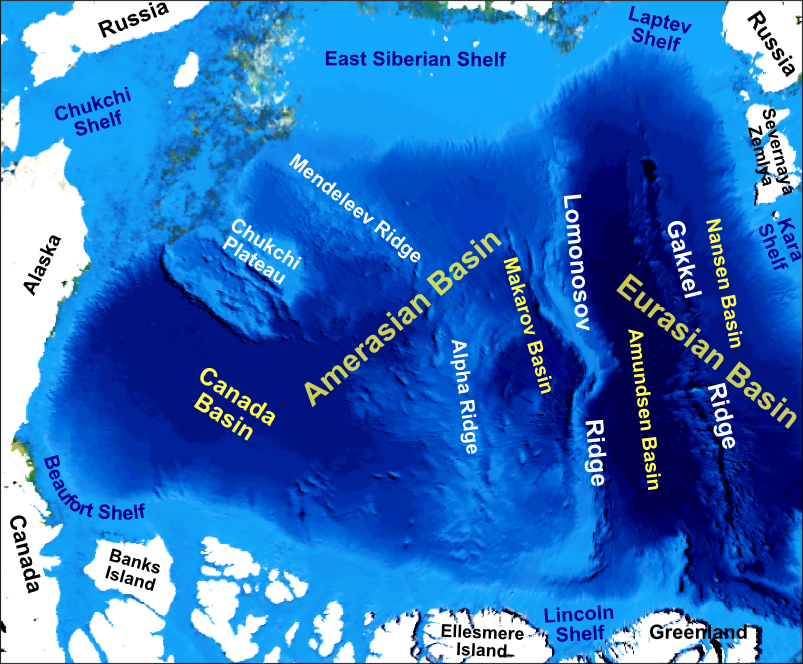
Основні батиметричні особливості Північного Льодовитого океану

Арктичний басейн — океанічний басейн в Північному Льодовитому океані, що складається з двох основних частин, розділених хребтом Ломоносова та серединно-океанічним хребтом, що прямує від північної Гренландії до Новосибірських островів. Басейн обмежено континентальним шельфом Євразії і Північної Америки

- Євразійський басейн (також Норвезький басейн) складається з котловини Нансена (раніше: Фрам басейн) і котловини Амундсена
- Амеразійський басейн складається з Канадської котловини і котловини Макарова